# Comitato Comunista per il Potere Operaio
 (janvier 2018).
Si vous disposez d'ouvrages ou d'articles de référence ou si vous connaissez des sites web de qualité traitant du thème abordé ici, merci de compléter l'article en donnant les références utiles à sa vérifiabilité et en les liant à la section « Notes et références ».
Le Comitato Comunista per il Potere Operaio (français : Comité communiste pour le pouvoir ouvrier) est un groupe autonome italien fondé en décembre 1974.
Le Comitato Comunista per il Potere Operaio est issu de la fusion entre Potere Operaio et le Comitato Comunista Autonomo.
Le Comité Communiste pour le Pouvoir Ouvrier (COCOPO) est dirigé par Oreste Scalzone et édite le journal Senza Tregua ("Sans Trêve").
En 1976, le COCOPO éclate en une multitude de groupes dont les Comités Communistes pour la Dictature Prolétaire, les Unités Communistes Combattantes, et Senza Tregua.
En mars 1977, le COCOPO s'autodissout avec la création des Comitati Comunisti Rivoluzionari.